# Playa de La Acacia
La Playa de La Acacia, también conocida como de Las Gaviotas o de la Jorconera, es una playa ubicada en el concejo de Llanes, Asturias. Se enmarca en las playas de la Costa Oriental de Asturias, también llamada Costa Verde Asturiana y está considerada paisaje protegido, desde el punto de vista medioambiental (por su vegetación). Por este motivo está integrada, según información del Ministerios de Agricultura, Alimentación y Medio Ambiente, en el Paisaje Protegido de la Costa Oriental de Asturias.

## Descripción
La playa de La Acacia, está ubicada frente al islote de Santiuste, en una zona en la que el mar comunica con el interior mediante dos pasos subterráneos que dan origen a playas interiores en los alrededores, como la Playa de Cobijero, que a su vez enriquece sus aguas con las continentales que recibe de un arroyo que desemboca en ese lugar.
El lecho de la playa presenta tanto afloramientos rocosos como finas arenas blancas. Existe una senda sobre el mismo acantilado con una fuerte pendiente y tomada por la naturaleza, que la hace impracticable. También existe un camino desde la cercana playa de La Franca, pero solo puede utilizarse en contadas ocasiones atravesando el arenal de la mencionada playa.
Por la dificultad de acceso es escasamente frecuentada, por lo que no cuenta con ningún tipo de servicio.